# Der Himmel über Berlin
Der Himmel über Berlin (bra: Asas do Desejo; prt: As Asas do Desejo) é um filme franco-alemão ocidental de 1987, do gênero drama romântico-fantástico, dirigido por Wim Wenders, com roteiro de Peter Handke, Richard Reitinger e do próprio diretor.
Sua poética é inspirada em Rainer Maria Rilke.

## Sinopse
Na gélida e devastada Berlim ainda separada pelo Muro de Berlim, um batalhão de anjos, entre eles os anjos Damiel e Cassiel, vela pelas almas perdidas que sofrem e se desesperam em silêncio.
Eles assistem às desventuras terrenas, mas não podem sentir as dores e alegrias humanas. Damiel não escapa incólume de sua condição divina, ao se apaixonar pela trapezista Marion e não poder consumar seu desejo. Para poder tocá-la, ele deve deixar de ser anjo e tornar-se humano, perdendo sua condição imortal. Para guiá-lo em sua escolha, surge um anjo caído que soube fazer a transição entre os dois mundos.

## Elenco

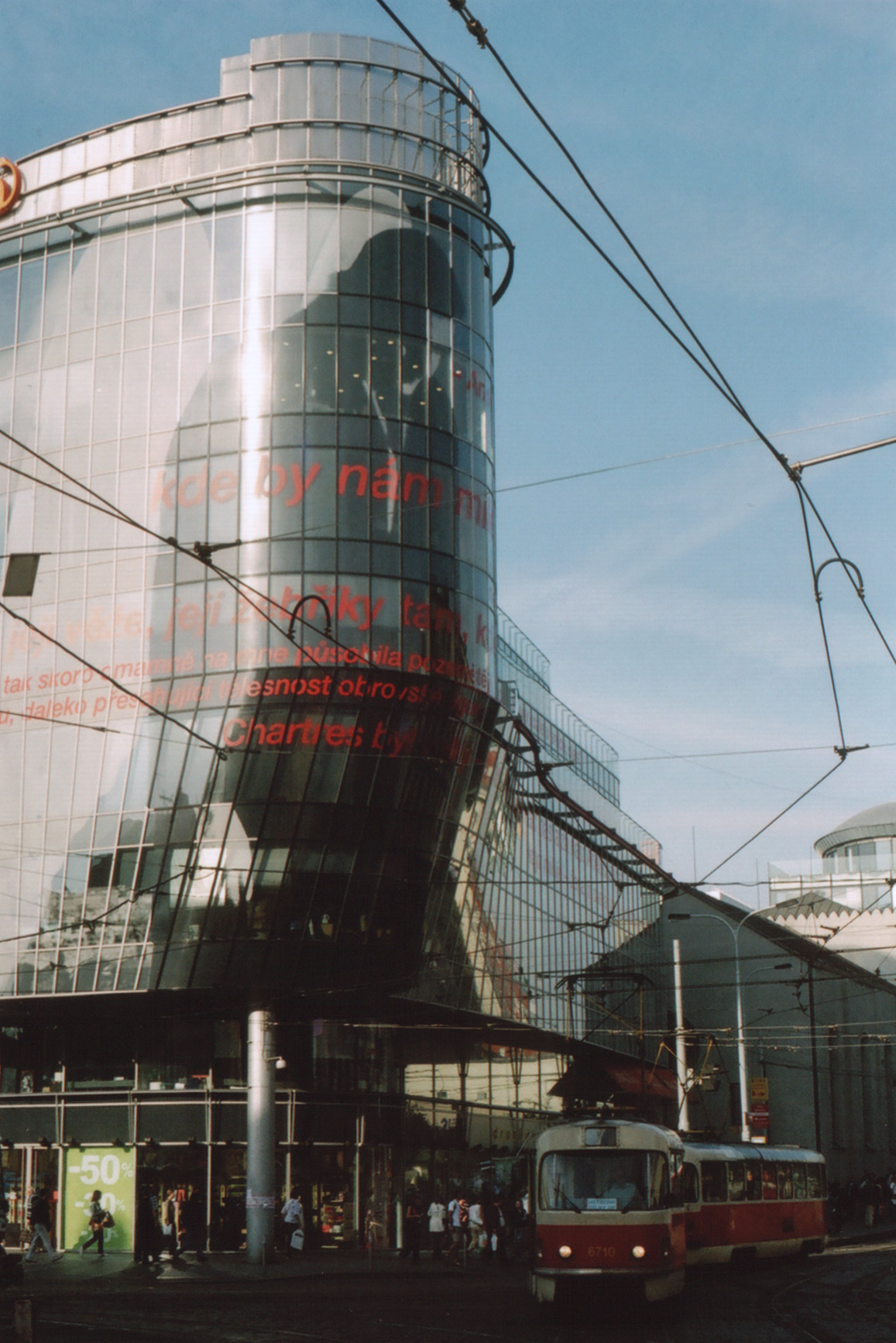
Anjo, edifício em Praga (Chéquia) homenagem ao filme em que Damiel observa os cidadãos da província de Smíchov. Obra de Jean Nouvel

- Bruno Ganz — Damiel
- Solveig Dommartin — Marion
- Otto Sander — Cassiel
- Peter Falk — ele mesmo
- Curt Bois — Homer
- Hans Martin Stier — o moribundo
- Elmar Wilms — o triste
- Sigurd Rachman — o suicida
- Beatrice Manowski — a prostituta

## Produção
Coprodução franco-alemã da Road Movies de Berlim e Argos Films, de Paris, o título em alemão significa "O Céu Sobre Berlim".[carece de fontes?]
Em 1993 seria lançada a continuação, In weiter Ferne, so nah!.[carece de fontes?]
Este filme teria um remake estadunidense em 1988: City of Angels de 1998, com Nicolas Cage e Meg Ryan.[carece de fontes?]

## Prêmios e indicações
| Prêmio/evento                                    | Categoria                           | Recipiente                          | Resultado |
| ------------------------------------------------ | ----------------------------------- | ----------------------------------- | --------- |
| Festival de Cannes 1987                          | Palma de Ouro (melhor filme)        | Palma de Ouro (melhor filme)        | Indicado  |
| Festival de Cannes 1987                          | Prêmio de direção                   | Wim Wenders                         | Venceu    |
| Independent Spirit Awards 1989                   | Melhor filme estrangeiro            | Melhor filme estrangeiro            | Venceu    |
| Mostra Internacional de Cinema de São Paulo 1988 | Prêmio da Audiência de melhor filme | Prêmio da Audiência de melhor filme | Venceu    |
| BAFTA 1989                                       | Melhor filme em língua não inglesa  | Melhor filme em língua não inglesa  | Indicado  |
| Prêmio César 1988                                | Melhor filme não francês            | Melhor filme não francês            | Indicado  |